# 奧利內
51°49′47″N 33°47′21″E / 51.82972°N 33.78917°E
奧利內（烏克蘭語：Олине）是位於烏克蘭東北部的村莊，由蘇梅州紹斯特卡區的亞姆皮利市鎮負責管轄。該村處於紹斯特卡河左岸，距離伊瓦申科韋2.5公里和索比切韋4.5公里，海拔高度174米，2001年人口68。